# Iain De Caestecker
Iain De Caestecker (əkæskər / də KAS-kər; nascido em 29 de dezembro de 1987) é um ator escocês. Ele é conhecido por seus papéis nos filmes Shell (2012), In Fear (2013), Não é Mais um Final Feliz (2013) e Rio Perdido (2014). Desde 2013, ele interpreta Leo Fitz na série de televisão Agents of S.H.I.E.L.D.

## Vida Pessoal
Iain De Caestecker nasceu em Glasgow, na Escócia. Ele tem uma irmã gêmea e é um de quatro irmãos, seus pais são médicos. Sua mãe, Dra. Linda De Caestecker, é Diretora de Saúde Pública(DPH) do NHS Greater Glasgow and Clyde, o maior conselho de saúde da Escócia. Ela trabalhou como obstetra e ginecologista, em diferentes partes do Reino Unido e na África Ocidental. Ela é professora honorária da Universidade de Glasgow. De Caestecker foi para Hillhead Primary School e completou com sucesso um HND em Atuação e Performance no Langside College.
Em 2021, Ian entrou em um relacionamento com a irlandesa Ann Skelly.

## Carreira
De Caestecker começou sua carreira de ator quando criança. Em 2000, ele teve um papel pequeno no filme de terror/comédia The Little Vampire, antes de aparecer nos programas de televisão Coronation Street e Lip Service.
Ele liderou em duas grandes séries da BBC The Fades e Young James Herriot, vencedores do BAFTA, este último lhe rendeu uma indicação para um BAFTA Scotland de Melhor Ator/Atriz da Televisão.
O filme de terror psicológico In Fear estreou no Festival de Cinema de Sundance de 2013 com ótimas críticas. Nesse mesmo ano ele apareceu em Filth e Not Another Happy Ending, o segundo lhe rendeu sua segunda indicação ao BAFTA Scotland, desta vez na categoria Melhor Ator/Atriz em Filme. Ele também apareceu no videoclipe da música "Please Don't Say You Love Me" de Gabrielle Aplin.
Em 2013, De Caestecker conseguiu um papel regular na série Agents of S.H.I.E.L.D. Nesse mesmo ano, De Caestecker foi escalado para o papel principal de Ryan Gosling na estréia na direção de Lost River. O filme estreou em competição na seção Un Certain Regard no Festival de Cannes de 2014 e foi lançado nos EUA em 10 de abril de 2015.
Em 2016, seu personagem de Agents of S.H.I.E.L.D foi animado para um episódio do Disney XD Marvel Ultimate Spider-Man vs Sexteto Sinistro, o ator emprestou sua voz para a animação.
Em 2018, De Caestecker co-estrelou no filme de guerra/terror escrito por J. J. Abrams, Overlord, que foi lançado no dia 9 de novembro. O enredo segue soldados americanos presos atrás das linhas inimigas antes do Dia D, que descobrem experimentos nazistas secretos. O filme foi dirigido por Julius Avery e produzido por Billy Ray(Capitão Phillips) e Mark L. Smith (The Revenant).

## Filmografia

#### Filmes
| Ano  | Título                   | Personagem             | Notas                                                                                              |
| ---- | ------------------------ | ---------------------- | -------------------------------------------------------------------------------------------------- |
| 1999 | Billy and Zorba          | Billy                  | Curta-metragem para a BBC \| Vencedor de Melhor Curta Internacional - Brooklyn Film Festival, 2000 |
| 2000 | The Little Vampire       | Nigel                  | |
| 2003 | 16 Years of Alcohol      | Frankie(como um menino | |
| 2003 | Tudo sobre o Brasil      | Steven                 | Curta-metragem para BBC                                                                            |
| 2012 | Up There                 | Tommy                  | |
| 2012 | Shell                    | Adam                   | |
| 2013 | In Fear                  | Tom                    | Seleção oficial do Sundance                                                                        |
| 2013 | Not Another Happy Ending | Roddy                  | |
| 2013 | Filth                    | Ocky                   | |
| 2014 | Rio Perdido              | Bones                  | Seleção oficial do Cannes Film Festival                                                            |
| 2014 | Liam and Lenka           | Liam                   | Curta-metragem                                                                                     |
| 2018 | Overlord                 | Morton Chase           | |

#### Televisão
| Ano         | Título                                    | Personagem              | Notas                           |
| ----------- | ----------------------------------------- | ----------------------- | ------------------------------- |
| 2001 - 2003 | Coronation Street                         | Adam Barlow             | 50 episódios                    |
| 2001        | Monarch of the Glen                       | Angus 'Ricky' MacDonald | Episódio #2.8 Creditado         |
| 2002        | Rockface                                  | Dan                     | Episódio #1.3                   |
| 2009        | River City                                | Stuart                  | Episódio #1.607                 |
| 2009        | Taggart                                   | Davy Kincaid            | Episódio "So Long Baby"         |
| 2010        | Lip Service                               | Darren                  | 4 Episódios                     |
| 2011        | The Fades                                 | Paul Roberts            | Minisérie; 6 episódios          |
| 2011        | Young James Herriot                       | James Herriot           | Minisérie; 3 episódios          |
| 2012        | The Secret of Crickley Hall               | Young Percy Judd        | Minisérie; 3 episódios          |
| 2013 - 2020 | Agents of S.H.I.E.L.D                     | Leopold Fitz            | Elenco Principal; 106 episódios |
| 2016        | Ultimate Homem-Aranha vs Sexteto Sinistro | Agente Leo Fitz (voz)   | Episódio "Lizards"              |
| 2016        | Agents of S.H.I.E.L.D.: Slingshot         | Leopold Fitz            | Web série; episódio: "Progress" |
| 2020        | Us                                        | Young Douglas           | Miniseries; 4 Episódios         |
| 2020        | Roadkill                                  | Unknown                 | Miniseries; 4 Episódios         |

#### Videogames
| Ano  | Título               | Personagem            |
| ---- | -------------------- | --------------------- |
| 2012 | Assassin's Creed III | Fillan McCarthy (voz) |

#### Videoclipes
| Ano  | Título                         | Artista         | Personagem |
| ---- | ------------------------------ | --------------- | ---------- |
| 2013 | "Please Don't Say You Love Me" | Gabrielle Aplin | Namorado   |

## Prêmios e indicações
| Ano  | Prêmio                         | Categoria                      | Trabalho                                                                                  | Resultado |
| ---- | ------------------------------ | ------------------------------ | ----------------------------------------------------------------------------------------- | --------- |
| 2012 | BAFTA Scotland Award           | Melhor Ator/Atriz de Televisão | Young James Herroit                                                                       | Indicado  |
| 2013 | BAFTA Scotland Award           | Melhor Ator/Atriz de Filme     | Not Another Happy Ending                                                                  | Indicado  |
| 2014 | SET Awards                     | SET Prêmio Melhor Engenheiro   | Agents of S.H.I.E.L.D.                                                                    | Venceu    |
| 2015 | TVLine's Performer of the Week | N/A                            | Agents of S.H.I.L.E.D. (episódio: "Laws of Nature")                                       | Venceu    |
| 2017 | TVLine's Performer of the Week | N/A                            | Agents of S.H.I.L.E.D. (episódio: "Self Control"; compartilhado com Elizabeth Henstridge) | Indicado  |
| 2017 | TVLine's Performer of the Year | N/A                            | Agents of S.H.I.E.L.D.                                                                    | Indicado  |